# Amendolara
Amendolara község (comune) Olaszország Calabria régiójában, Cosenza megyében.

## Fekvése
A megye északkeleti részén fekszik a Tarantói-öböl partján. Határai: Albidona, Castroregio, Oriolo és Roseto Capo Spulico.

## Története
A település neve valószínűleg a latin amygdalaria szóból származik, amelynek jelentése mandula.  A vidék első lakosai az enotrik voltak. A legendák szerint a várost Epeusz, a trójai faló építője alapította a 7. században Lagaria néven. A Nyugatrómai Birodalom bukása után a bizánciak birtokába került, akik a 11. század elején felépítették erődítményét. A középkor során nápolyi nemesi családok birtoka volt. 

## Népessége
A népesség számának alakulása:

## Főbb látnivalói
- a 11. században épült Castello (vár)
- a román stílusban épült Santa Margherita Vergine e Martire-templom
- a bizánci stílusban épült Santa Maria-templom
- nemesi paloták: Palazzo Andreassi, Palazzo Blefari, Palazzo Pucci di Amendolara, Palazzo Grisolia
- Vincenzo Laviola Régészeti Múzeum